# Tainia penangiana
Tainia penangiana är en orkidéart som beskrevs av Joseph Dalton Hooker. Tainia penangiana ingår i släktet Tainia och familjen orkidéer. Inga underarter finns listade i Catalogue of Life.